# Poecilium hauseri
Poecilium hauseri là một loài bọ cánh cứng trong họ Cerambycidae.